# Liste der Kulturdenkmale in Glücksburg (Ostsee)
In der Liste der Kulturdenkmale in Glücksburg sind alle Kulturdenkmale der schleswig-holsteinischen Stadt Glücksburg (Kreis Schleswig-Flensburg) und ihrer Ortsteile aufgelistet (Stand: 21. Juli 2025).
Die Bodendenkmale sind in der Liste der Bodendenkmale in Glücksburg (Ostsee) aufgeführt.

## Legende
In den Spalten befinden sich folgende Informationen:
- Objekt-ID: die Nummer des Kulturdenkmales
- Lage: die Adresse des Kulturdenkmales und die geographischen Koordinaten. Kartenansicht, um Koordinaten zu setzen. In der Kartenansicht sind Kulturdenkmale ohne Koordinaten mit einem roten Marker dargestellt und können in der Karte gesetzt werden. Kulturdenkmale ohne Bild sind mit einem blauen Marker gekennzeichnet, Kulturdenkmale mit Bild mit einem grünen Marker.
- Offizielle Bezeichnung: Bezeichnung des Kulturdenkmales
- Beschreibung: die Beschreibung des Kulturdenkmales
- Bild: ein Bild des Kulturdenkmales

## Sachgesamtheiten
| Objekt-ID      | Lage                                                        | Offizielle Bezeichnung                       | Beschreibung | Bild                             |
| -------------- | ----------------------------------------------------------- | -------------------------------------------- | --- | -------------------------------- |
| 41866          | Flensburger Straße 1 (54° 49′ 42″ N, 9° 32′ 29″ O)          | sog. Prinzenpalais                           | sog. Prinzenpalais; auf 18. Jh. zurückgehend, 1872; sog. Prinzenpalais o. Magdalenenhof mit Garten und Nebenanlagen, Wohnhaus zweigeschossiger, hell geschlämmter Backsteinbau unter schiefergedecktem Satteldach, an der Front Mitteleingang und schmiedeeiserner Balkon zwischen zwei übergiebelten Risaliten, gotisierende Zierfriese am Kranzgesims; zugehörig eine schmiedeeiserne Einfriedung, eine Remise und ein weitläufiger Garten mit transloziertem Taufstein - Begründung: geschichtlich, künstlerisch, städtebaulich, Kulturlandschaft prägend - Schutzumfang: Wohnhaus mit Remise, Einfriedung; Garten mit Taufstein vom Rüdekloster | BW                               |
| 41640 Wikidata | Fördestraße 35–37 (54° 50′ 20″ N, 9° 31′ 39″ O)             | Menke-Planetarium und -Sternwarte Glücksburg | Menke-Planetarium u. -Sternwarte Glücksburg; 1969; von InfrarotPhysiker Josef F. Menke begründete Forschungsanlage bestehend aus Planetarium und Sternwarte - Begründung: geschichtlich, wissenschaftlich, künstlerisch - Schutzumfang: Menke-Planetarium mit Stützmauer, Menke-Sternwarte | weitere Fotos \| Fotos hochladen |
| 41877          | Holnisser Fährstraße 19 (54° 52′ 20″ N, 9° 36′ 18″ O)       | ehem. Dreiseithof Holnis                     | ehem. Dreiseithof; 19. Jh., 1871; auf der Holnisser Halbinsel ortsbildprägende Hofanlage aus repräsentativem Wohnhaus mit winkelförmig angeordnetem, älterem eingeschossigem reetgedecktem Wirtschaftsgebäude - Begründung: geschichtlich, städtebaulich, Kulturlandschaft prägend - Schutzumfang: Wohnhaus, südliches Wirtschaftsgebäude | BW                               |
| 41876          | Holnisser Fährstraße 6, 6, 21 (54° 52′ 22″ N, 9° 36′ 21″ O) | Fährhaus Holnis                              | Fährhaus Holnis; Ende 18. Jahrhundert; Anlage aus historischer Gaststätte seit 1824 mit zugehörigen Wirtschaftsgebäuden in Form eines Dreiseithofes, zu den Seiten zwei weiß geschlämmte quererschlossene Backsteingebäude mit Reeteindeckung, im Scheitel ein kleines Stallgebäude, auf dem Hofplatz eine große Linde - Begründung: geschichtlich, Kulturlandschaft prägend - Schutzumfang: Fährhaus Holnis (Holnisser Fährstraße 21), nördliches Wirtschaftsgebäude, westliches Wirtschaftsgebäude, südliches Wohn- und Wirtschaftsgebäude, Hoflinde (Holnisser Fährstraße 6)                                                                     | BW                               |
| 51100 Wikidata | Paulinenallee 14 (54° 50′ 30″ N, 9° 32′ 41″ O)              | Villa „Luisenquelle“                         | Villa „Luisenquelle“; 1903–1905, Bauherrin Dora Petersen; repräsentativer freistehender Putzbau, zweigeschossig mit schiefergedecktem Walmdach, großzügiger Garten mit Holzpavillon, Blutbuche, geböschter Einfriedung und Baumreihe - Begründung: geschichtlich, künstlerisch, städtebaulich, Kulturlandschaft prägend - Schutzumfang: Villa „Luisenquelle“ mit Gartenpavillon, Einfriedung, Blutbuche, ehem. Villengarten | BW                               |

## Mehrheit von baulichen Anlagen
| Objekt-ID | Lage | Offizielle Bezeichnung | Beschreibung | Bild |
| --------- | --- | ---------------------- | --- | ---- |
| 28116     | Flandernweg 1, 3, 5, 7, 8, 9, 9–11, 11, Flandernweg, Narvikstraße 1–4, Flandernweg, Narvikstraße, Narvikstraße 1–3, 1–5, 2, 4, 5 (54° 50′ 32″ N, 9° 32′ 5″ O) | Marinesiedlung         | Marinesiedlung; um 1939; Siedlung aus 10 Mehrfamilienhäusern, zweigeschossige Backsteinbauten unter Walmdächern mit Aufschieblingen, Fassaden durch Risalite aufgelockert, Eingänge durch Kunststeinrahmungen mit ornamentalen und figürlichen Reliefs betont; die Bauten werden durch umfriedete Grünflächen eingefasst; der Straßenraum mit Kleinpflasterung - Begründung: geschichtlich, künstlerisch, städtebaulich, Kulturlandschaft prägend - Schutzumfang: Mehrfamilienhäuser (Flandernstraße 1, 3, 5, 7, 8, 9, 11, Narvikstraße 1–3, 2, 4, 5), umfriedete Grünfläche (Flandernstraße 5, 7, 8, 9–11, Narvikstraße 1–3, 4, 1–5, 2), Straßenpflasterung (Flandernweg, Narvikstraße) | BW   |

## Bauliche Anlagen
| Objekt-ID      | Lage                                                  | Offizielle Bezeichnung                            | Beschreibung | Bild                             |
| -------------- | ----------------------------------------------------- | ------------------------------------------------- | --- | -------------------------------- |
| 1400 Wikidata  | Am Schlosspark 2 b (54° 50′ 8″ N, 9° 32′ 44″ O)       | ehem. Schlossgärtnerei                            | Alteintragung (Aktualisierung vorgesehen) - Begründung: Alteintragung (Aktualisierung vorgesehen) - Schutzumfang: Alteintragung (Aktualisierung vorgesehen) - Denkmaltyp: Bauliche Anlage | Fotos hochladen                  |
| 13135 Wikidata | Am Schlosspark 2 a (54° 50′ 3″ N, 9° 32′ 48″ O)       | ehem. Schlossgärtner-Wohnhaus                     | Alteintragung (Aktualisierung vorgesehen) - Begründung: Alteintragung (Aktualisierung vorgesehen) - Schutzumfang: Alteintragung (Aktualisierung vorgesehen) - Denkmaltyp: Bauliche Anlage | Fotos hochladen                  |
| 23883 Wikidata | Bahnhofstraße (54° 50′ 1″ N, 9° 33′ 1″ O)             | ehem. Kreisbahnhof                                | ehem. Kreisbahnhof; 1913, Stilllegung 1953; eingeschossiger Backsteinbau im historisierenden Heimatschutzstil, aufgelockerter Baukörper mit zweigeschossigem Risalit, runden Treppentürmen und Mansardwalmdach - Begründung: geschichtlich, städtebaulich - Schutzumfang: gesamtes Objekt - Denkmaltyp: Bauliche Anlage | Fotos hochladen                  |
| 54518          | Bergstraße 7 (54° 50′ 33″ N, 9° 32′ 3″ O)             | Katholische Kirche St. Laurentius mit Ausstattung | Kirche mit Gemeindesaal; 1962–1964, Architekt Paul Johannbroer (1916–1985), Wiesbaden; Stahlbetonbau als Stützen-Riegel-Konstruktion mit äußerer Ziegelverblendung auf nach Osten ausgerichtetem parabelförmigen Grundriss, mit westlicher flächiger grader Glasfront mit Buntverglasung, seitlich angeordneter Kapelle und südlich integriertem Turm; mit Ausstattung - Begründung: geschichtlich, künstlerisch, städtebaulich - Schutzumfang: Katholische Kirche St. Laurentius mit Ausstattung, - Denkmaltyp: Bauliche Anlage                                    | BW                               |
| 28091          | Bockholm (54° 51′ 3″ N, 9° 35′ 9″ O)                  | Feldscheune, sog. Bootshaus                       | Feldscheune; 1920er Jahre; traditionell als sog. Bootshaus bezeichneter, eingeschossiger, giebelständiger Backsteinbau, geknicktes Satteldach, mittige Torzufahrt mit dreieckigem Abschluss portalartig betont, zu den Seiten vertikale Schlitzfenster - Begründung: geschichtlich, Kulturlandschaft prägend - Schutzumfang: Feldscheune, sog. Bootshaus, - Denkmaltyp: Bauliche Anlage | BW                               |
| 28167          | Collenburger Straße 26 (54° 50′ 16″ N, 9° 32′ 43″ O)  | Wohnhaus                                          | Wohnhaus; 1902–03; zweigeschossiges Gebäude mit Mansardwalmdach auf asymmetrischem Grundriss, putzgegliederte Fassade, Risalit mit Prunkgiebel und vorgelagertem Standerker mit Balustrade sowie konsolengetragener Eckerkerturm mit Knickhelmdach - Begründung: geschichtlich, städtebaulich - Schutzumfang: Wohnhaus, - Denkmaltyp: Bauliche Anlage | BW                               |
| 28171          | Collenburger Straße 43 (54° 50′ 18″ N, 9° 32′ 43″ O)  | Wohnhaus                                          | Wohnhaus; um 1900; eingeschossiger, traufständiger Putzbau unter schiefergedecktem Satteldach, Putzziergliederung, übergiebelter Mittelrisalit mit Statuennische - Begründung: geschichtlich, städtebaulich - Schutzumfang: gesamtes Objekt - Denkmaltyp: Bauliche Anlage | BW                               |
| 23887          | Flensburger Straße 1 (54° 49′ 42″ N, 9° 32′ 29″ O)    | Wohnhaus                                          | Wohnhaus, sog. Prinzenpalais o. Magdalenenhof; 1872; zweigeschossiger, hell geschlämmter Backsteinbau unter schiefergedecktem Satteldach, an der Front Mitteleingang und schmiedeeiserner Balkon zwischen zwei übergiebelten Risaliten, gotisierende Zierfriese am Kranzgesims; zum Wohnhaus gehörig eine schmiedeeiserne Einfriedung, eine Remise und ein weitläufiger Garten - Begründung: geschichtlich, städtebaulich, Kulturlandschaft prägend - Schutzumfang: Wohnhaus, Remise, Einfriedung - Denkmaltyp: Bauliche Anlage, Sachgesamtheit: sog. Prinzenpalais | Fotos hochladen                  |
| 28141          | Fördestraße 10 (54° 50′ 23″ N, 9° 31′ 44″ O)          | Villa                                             | Villa; um 1910; eingeschossiger, traufständiger Putzbau unter schiefergedecktem, auskragenden Schopfwalmdach, Mittelachse mit Zwerchhaus und vorgelegtem Balkon über dorischen Säulen sowie Freitreppe; straßenseitige Einfriedung - Begründung: geschichtlich, künstlerisch, städtebaulich - Schutzumfang: Villa, Einfriedung - Denkmaltyp: Bauliche Anlage | BW                               |
| 28140          | Fördestraße 18 (54° 50′ 20″ N, 9° 31′ 43″ O)          | Wohnhaus                                          | 1908; eingeschossiger Fachwerkbau im Heimatschutzstil mit pfannengedecktem Walmdach und Backsteinsockel, seitlich angeschleppter Anbau, Fassade mittig eingezogen - Begründung: geschichtlich, städtebaulich - Schutzumfang: gesamtes Objekt - Denkmaltyp: Bauliche Anlage | BW                               |
| 28139          | Fördestraße 20 (54° 50′ 20″ N, 9° 31′ 42″ O)          | Wohnhaus                                          | Wohnhaus; 1908; eingeschossiger Fachwerkbau im Heimatschutzstil mit pfannengedecktem Walmdach und Backsteinsockel, seitlich angeschleppter Anbau, Fassade mittig eingezogen - Begründung: geschichtlich, städtebaulich - Schutzumfang: gesamtes Objekt - Denkmaltyp: Bauliche Anlage | BW                               |
| 28137 Wikidata | Fördestraße 35–37 (54° 50′ 20″ N, 9° 31′ 37″ O)       | Menke-Planetarium                                 | Menke Planetarium; 1969, Bauherr Josef Menke; blechgedeckte Planetariumskuppel auf flachem Betonunterbau, Schalungsoberflächen mit Schilfrohrrelief, Stützmauer - Begründung: geschichtlich, wissenschaftlich, künstlerisch - Schutzumfang: Menke-Planetarium, Stützmauer - Denkmaltyp: Bauliche Anlage, Sachgesamtheit: Menke-Planetarium und -Sternwarte Glücksburg | weitere Fotos \| Fotos hochladen |
| 28138          | Fördestraße 35–37 (54° 50′ 21″ N, 9° 31′ 39″ O)       | Menke-Sternwarte                                  | Menke-Sternwarte; 1969, Bauherr Josef Menke; Betonbau mit zwei überkuppelten Beobachtungstürmen - Begründung: geschichtlich, wissenschaftlich, künstlerisch - Schutzumfang: gesamtes Objekt - Denkmaltyp: Bauliche Anlage, Sachgesamtheit: Menke-Planetarium und -Sternwarte Glücksburg | weitere Fotos \| Fotos hochladen |
| 27846          | Hindenburgplatz 1 (54° 50′ 8″ N, 9° 32′ 45″ O)        | Villa                                             | Villa; 1891; in kleinem Garten freigestellter, zweigeschossiger Putzbau mit dreigeschossigem, übergiebeltem Mittelrisalit und dreiachsiger Arkadengliederung mit Loggien in zwei Registern, reicher historistischer Putzgliederung, schiefergedecktes Komplexdach mit Gauben; zugehörig, kleiner Villengarten mit Einfriedung und den Eingang flankierender Blutbuche - Begründung: geschichtlich, städtebaulich - Schutzumfang: Villa, Einfriedung, Villengarten, Blutbuche - Denkmaltyp: Bauliche Anlage                                                          | BW                               |
| 28187          | Hindenburgplatz 2 (54° 50′ 8″ N, 9° 32′ 44″ O)        | Wohnhaus                                          | Wohnhaus; 1909, Planung von Christian Arpe und Alexander Wilhelm Prale; zweigeschossiger Putzbau mit abgeknicktem Zwerchgiebel und Mansard-Walmdach, in der Mittelachse säulengetragener Portalaufbau - Begründung: geschichtlich, städtebaulich - Schutzumfang: Wohnhaus, - Denkmaltyp: Bauliche Anlage | BW                               |
| 10760          | Holnisser Fährstraße 4 (54° 52′ 13″ N, 9° 36′ 11″ O)  | ehem. Zollhaus                                    | ehem. Zollhaus; 1796 (i); eingeschossiger giebelständiger, weißgeschlämmter Backsteinbau auf hohem Granitsockel mit reetgedecktem Schopfwalmdach; eingeschossiger Queranbau mit reetgedecktem Satteldach; zugehörig Linde. - Begründung: geschichtlich, Kulturlandschaft prägend - Schutzumfang: ehem. Zollhaus, Linde - Denkmaltyp: Bauliche Anlage | BW                               |
| 23899          | Holnisser Fährstraße 19 (54° 52′ 20″ N, 9° 36′ 19″ O) | Wohnhaus                                          | Wohnhaus; 1871; ortsbildprägendes Wohnhaus eines ehem. Dreiseithofes, freistehender eingeschossiger fünfachsiger Bau mit reicher Putzgliederung, Mittelrisalit in Form eines Triumphbogens, ziegelgedecktem Halbwalmdach, rückseitigem Waschhaus - Begründung: geschichtlich, städtebaulich - Schutzumfang: Wohnhaus, - Denkmaltyp: Bauliche Anlage, Sachgesamtheit: ehem. Dreiseithof Holnis | BW                               |
| 8810           | Holnisser Fährstraße 21 (54° 52′ 22″ N, 9° 36′ 21″ O) | Fährhaus Holnis                                   | Fährhaus Holnis; Ende 18. Jahrhundert; historische Gaststätte seit 1824, weiß geschlämmtes Backsteingebäude mit übergiebeltem Mittelrisalit, akzentuiertem Portikus, Halbwalmdach, moderner Anbau - Begründung: geschichtlich, Kulturlandschaft prägend - Schutzumfang: gesamtes Objekt - Denkmaltyp: Bauliche Anlage, Sachgesamtheit: Fährhaus Holnis | BW                               |
| 8572           | Holnisser Fährstraße 23 (54° 52′ 21″ N, 9° 36′ 20″ O) | Brückenwärterhaus                                 | Brückenwärterhaus; im Kern 1820; eingeschossiger Backsteinbau unter reetgedecktem Schopfwalmdach, Frist mit Angeliter Reitern, scheitrechte Fenster- und Türöffnungen - Begründung: geschichtlich, Kulturlandschaft prägend - Schutzumfang: gesamtes Objekt - Denkmaltyp: Bauliche Anlage | BW                               |
| 41882          | Paulinenallee 14 (54° 50′ 30″ N, 9° 32′ 41″ O)        | Villa „Luisenquelle“                              | Villa „Luisenquelle“; 1903–1905, Bauherrin Dora Petersen; repräsentativer freistehender Putzbau, zweigeschossig mit schiefergedecktem Walmdach, großzügiger Garten mit Holzpavillon, Blutbuche, geböschter Einfriedung und Baumreihe - Begründung: geschichtlich, künstlerisch, städtebaulich, Kulturlandschaft prägend - Schutzumfang: Villa „Luisenquelle“, Gartenpavillon, Einfriedung, Blutbuche - Denkmaltyp: Bauliche Anlage, Sachgesamtheit: Villa „Luisenquelle“                                                                                            | BW                               |
| 28179          | Petersenallee 8 (54° 50′ 18″ N, 9° 32′ 53″ O)         | Villa                                             | Villa; 1901, von Hans Jepsen, für die Glücksburger Baugesellschaft; traufständiger, eingeschossiger Massivbau mit Putzgliederung und schiefergedecktem Satteldach, Seitenrisalit mit Freigespärre und Kaiserknauf. Veranda mit seitlicher Verglasung; 1949 um seitlichen Standerker erweitert; mit Einfriedung - Begründung: geschichtlich, städtebaulich - Schutzumfang: Villa, Einfriedung - Denkmaltyp: Bauliche Anlage | BW                               |
| 24789          | Petersenallee 9 (54° 50′ 20″ N, 9° 32′ 54″ O)         | Villa                                             | Villa; 1900-1901, für Heinrich Jebsen; traufständiger, eingeschossiger Massivbau mit schiefergedecktem Satteldach und Putzgliederung, seitlichem zweigeschossigem Risalit mit Freigespärre, größerer Rückflügel und straßenseitig hölzerner Veranda; mit bauzeitlichem Schmiedezaun - Begründung: geschichtlich, städtebaulich - Schutzumfang: Villa, Schmiedezaun - Denkmaltyp: Bauliche Anlage | BW                               |
| 8892 Wikidata  | Rathausstraße 10 (54° 50′ 1″ N, 9° 32′ 57″ O)         | Kronen-Apotheke                                   | Alteintragung (Aktualisierung vorgesehen) - Begründung: geschichtlich, künstlerisch, städtebaulich - Schutzumfang: gesamtes Objekt - Denkmaltyp: Bauliche Anlage | weitere Fotos \| Fotos hochladen |
| 55036 Wikidata | Schausender Weg 38 (54° 51′ 12″ N, 9° 33′ 39″ O)      | Sommerhaus                                        | Sommerhaus; 1959, Architekt Karl-Heinz Sönnichsen; auf Kliff in Hanglage, freigestehender, aus Kreissegmenten formierter, eingeschossiger, küstenseitig in Fenstern aufgelöster Holzbau mit gestaffeltem Pultdach und sog. Wohnhof, mit bauzeitlicher Ausstattung, Gästehaus und Garten - Begründung: geschichtlich, künstlerisch, städtebaulich - Schutzumfang: Sommerhaus, Gästehaus, Garten - Denkmaltyp: Bauliche Anlage | BW                               |
| 1203 Wikidata  | (54° 49′ 55″ N, 9° 32′ 36″ O)                         | Wasserschloss mit Ausstattung                     | Das Schloss wurde von 1582 bis 1587 errichtet. Alteintragung (Aktualisierung vorgesehen) - Begründung: Alteintragung (Aktualisierung vorgesehen) - Schutzumfang: Alteintragung (Aktualisierung vorgesehen) - Denkmaltyp: Bauliche Anlage | weitere Fotos \| Fotos hochladen |
| 753 Wikidata   | Schloss Glücksburg (54° 49′ 55″ N, 9° 32′ 37″ O)      | Schlosskapelle mit Ausstattung                    | Alteintragung (Aktualisierung vorgesehen) - Begründung: Alteintragung (Aktualisierung vorgesehen) - Schutzumfang: Alteintragung (Aktualisierung vorgesehen) - Denkmaltyp: Bauliche Anlage | weitere Fotos \| Fotos hochladen |
| 13124 Wikidata | Schloss Glücksburg (54° 49′ 56″ N, 9° 32′ 37″ O)      | zwei Wappenhalterlöwen vor dem Schlossportal      | Alteintragung (Aktualisierung vorgesehen) - Begründung: Alteintragung (Aktualisierung vorgesehen) - Schutzumfang: Alteintragung (Aktualisierung vorgesehen) - Denkmaltyp: Bauliche Anlage | Fotos hochladen                  |
| 13125 Wikidata | Schloss Glücksburg (54° 49′ 57″ N, 9° 32′ 43″ O)      | ehemalige Schlossbrücke (Damm) mit Geländer       | Alteintragung (Aktualisierung vorgesehen) - Begründung: Alteintragung (Aktualisierung vorgesehen) - Schutzumfang: Alteintragung (Aktualisierung vorgesehen) - Denkmaltyp: Bauliche Anlage | Fotos hochladen                  |
| 13126 Wikidata | Schloss Glücksburg (54° 49′ 56″ N, 9° 32′ 37″ O)      | Sandsteinplastik Kriegsgott Mars                  | Alteintragung (Aktualisierung vorgesehen) - Begründung: Alteintragung (Aktualisierung vorgesehen) - Schutzumfang: Alteintragung (Aktualisierung vorgesehen) - Denkmaltyp: Bauliche Anlage | Fotos hochladen                  |
| 754 Wikidata   | Schloss Glücksburg (54° 49′ 57″ N, 9° 32′ 40″ O)      | Wirtschaftshof                                    | Alteintragung (Aktualisierung vorgesehen) - Begründung: Alteintragung (Aktualisierung vorgesehen) - Schutzumfang: Alteintragung (Aktualisierung vorgesehen) - Denkmaltyp: Bauliche Anlage | Fotos hochladen                  |
| 755 Wikidata   | Schloss Glücksburg (54° 49′ 58″ N, 9° 32′ 38″ O)      | Kavalierhaus                                      | Alteintragung (Aktualisierung vorgesehen) - Begründung: Alteintragung (Aktualisierung vorgesehen) - Schutzumfang: Alteintragung (Aktualisierung vorgesehen) - Denkmaltyp: Bauliche Anlage | Fotos hochladen                  |
| 13127 Wikidata | Schloss Glücksburg (54° 49′ 58″ N, 9° 32′ 41″ O)      | ehem. Waschhaus                                   | Alteintragung (Aktualisierung vorgesehen) - Begründung: Alteintragung (Aktualisierung vorgesehen) - Schutzumfang: Alteintragung (Aktualisierung vorgesehen) - Denkmaltyp: Bauliche Anlage | Fotos hochladen                  |
| 756 Wikidata   | Schloss Glücksburg (54° 49′ 57″ N, 9° 32′ 41″ O)      | Pforthaus und Wirtschaftsgebäude                  | Alteintragung (Aktualisierung vorgesehen) - Begründung: Alteintragung (Aktualisierung vorgesehen) - Schutzumfang: Alteintragung (Aktualisierung vorgesehen) - Denkmaltyp: Bauliche Anlage | Fotos hochladen                  |
| 13128 Wikidata | Schloss Glücksburg (54° 49′ 57″ N, 9° 32′ 39″ O)      | Hoflaternen mit Marmorsäulen                      | Alteintragung (Aktualisierung vorgesehen) - Begründung: Alteintragung (Aktualisierung vorgesehen) - Schutzumfang: Alteintragung (Aktualisierung vorgesehen) - Denkmaltyp: Bauliche Anlage | Fotos hochladen                  |
| 758 Wikidata   | Schloss Glücksburg (54° 49′ 56″ N, 9° 32′ 37″ O)      | Brücke zum Vorhof mit Geländer                    | Alteintragung (Aktualisierung vorgesehen) - Begründung: Alteintragung (Aktualisierung vorgesehen) - Schutzumfang: Alteintragung (Aktualisierung vorgesehen) - Denkmaltyp: Bauliche Anlage | Fotos hochladen                  |
| 13129 Wikidata | Schloss Glücksburg (54° 49′ 57″ N, 9° 32′ 45″ O)      | Schlosszufahrt                                    | Alteintragung (Aktualisierung vorgesehen) - Begründung: Alteintragung (Aktualisierung vorgesehen) - Schutzumfang: Alteintragung (Aktualisierung vorgesehen) - Denkmaltyp: Bauliche Anlage | Fotos hochladen                  |
| 13132 Wikidata | Schloss Glücksburg (54° 49′ 57″ N, 9° 32′ 37″ O)      | Zwei Sandsteinvasen                               | Alteintragung (Aktualisierung vorgesehen) - Begründung: Alteintragung (Aktualisierung vorgesehen) - Schutzumfang: Alteintragung (Aktualisierung vorgesehen) - Denkmaltyp: Bauliche Anlage | weitere Fotos \| Fotos hochladen |
| 759 Wikidata   | Schloss Glücksburg (54° 50′ 6″ N, 9° 32′ 44″ O)       | Orangerie                                         | Alteintragung (Aktualisierung vorgesehen) - Begründung: Alteintragung (Aktualisierung vorgesehen) - Schutzumfang: Alteintragung (Aktualisierung vorgesehen) - Denkmaltyp: Bauliche Anlage | Fotos hochladen                  |
| 13137 Wikidata | Schloss Glücksburg (54° 49′ 55″ N, 9° 32′ 24″ O)      | Herzogs-Denkmal 1897                              | Alteintragung (Aktualisierung vorgesehen) - Begründung: Alteintragung (Aktualisierung vorgesehen) - Schutzumfang: Alteintragung (Aktualisierung vorgesehen) - Denkmaltyp: Bauliche Anlage | weitere Fotos \| Fotos hochladen |
| 41948          | Schlossallee 2 (54° 50′ 2″ N, 9° 32′ 51″ O)           | Wohn- und Geschäftshaus                           | Wohn- und Geschäftshaus; 1907, von Andreas Ernst; zweigeschossiger Putzbau mit pfannengedecktem Mansarddach, vielfältige Fassadengliederung durch Eckturm, stuckierten Schweifgiebel, Standerker, Holzloggia und Fachwerkgiebel, ortsbildprägende Lage am Postplatz - Schutzumfang: Wohn- und Geschäftshaus - Begründung: Geschichtlich, Künstlerisch, Städtebaulich | BW                               |
| 23912          | Schlossallee 24 (54° 49′ 57″ N, 9° 32′ 51″ O)         | ehem. Schlossbedienstetenhaus                     | ehem. Schlossbedienstetenhaus; Kern 18. Jh./1834; eingeschossiger, traufständiger Putzbau auf Natursteinsockel, steiles pfannengedecktes Halbwalmdach, außermittige Haustür und Segmentbogenfenster - Begründung: geschichtlich, städtebaulich - Schutzumfang: gesamtes Objekt - Denkmaltyp: Bauliche Anlage | BW                               |
| 28188 Wikidata | Schlossallee 44 (54° 49′ 52″ N, 9° 32′ 48″ O)         | Wohnhaus                                          | Wohnhaus; 1890; giebelständiger, eingeschossiger Backsteinbau über zwei Achsen mit Volutengiebel und Satteldach, Putzgliederung und umlaufende Farbziegelbänderung, straßenseitig Terrassenvorbau mit Staketenzaun auf Feldsteinpodest - Begründung: geschichtlich, künstlerisch, städtebaulich - Schutzumfang: gesamtes Äußeres, - Denkmaltyp: Bauliche Anlage | Fotos hochladen                  |
| 11285 Wikidata | Schwennaustraße 46 (54° 50′ 45″ N, 9° 32′ 24″ O)      | künstliche Turmruine                              | künstliche Turmruine; Alteintragung (Aktualisierung vorgesehen) - Begründung: Alteintragung (Aktualisierung vorgesehen) - Schutzumfang: Alteintragung (Aktualisierung vorgesehen) - Denkmaltyp: Bauliche Anlage | weitere Fotos \| Fotos hochladen |
| 8905           | Ziegeleiweg 11 (54° 52′ 14″ N, 9° 35′ 22″ O)          | Villa                                             | Villa; um 1900, Planung Gustav Wilrath; Villa der ehem. Ziegelei Holnis, großer zweigeschossiger Putzbau auf hohem Backsteinsockel mit Walmdach, Seitenrisaliten mit Satteldächern, Runderker und Loggia, Giebel mit Zierfachwerk, heute holzverschalt; mit Villengarten - Begründung: geschichtlich, städtebaulich - Schutzumfang: gesamtes Äußeres, Villengarten - Denkmaltyp: Bauliche Anlage | BW                               |

## Gründenkmale
| Objekt-ID      | Lage                                             | Offizielle Bezeichnung            | Beschreibung | Bild                             |
| -------------- | ------------------------------------------------ | --------------------------------- | --- | -------------------------------- |
| 23888          | Hindenburgplatz (54° 50′ 8″ N, 9° 32′ 45″ O)     | Doppeleiche                       | Doppeleiche; 1898; zum 50-jährigen Jubiläum der Schleswig-Holsteinischen Erhebung gepflanzt; mit Gedenkstein und Einfriedung - Begründung: geschichtlich, wissenschaftlich, städtebaulich - Schutzumfang: Doppeleiche, Gedenkstein, Einfriedung - Denkmaltyp: Gründenkmal | Fotos hochladen                  |
| 757 Wikidata   | Schloss Glücksburg (54° 49′ 57″ N, 9° 32′ 44″ O) | Lindenallee am Schlosshof         | Alteintragung (Aktualisierung vorgesehen) - Begründung: geschichtlich, Kulturlandschaft prägend - Schutzumfang: gesamtes Objekt - Denkmaltyp: Gründenkmal | Fotos hochladen                  |
| 1177 Wikidata  | Schloss Glücksburg (54° 50′ 1″ N, 9° 32′ 42″ O)  | Schlossgarten                     | Alteintragung (Aktualisierung vorgesehen) - Begründung: geschichtlich, künstlerisch - Schutzumfang: Schlossgarten, Lindenallee, Reste skulpturaler Ausstattung - Denkmaltyp: Gründenkmal                                                                                  | Fotos hochladen                  |
| 13134 Wikidata | Schloss Glücksburg (54° 50′ 0″ N, 9° 32′ 46″ O)  | Rosarium (ehem. Küchengarten)     | Alteintragung (Aktualisierung vorgesehen) - Begründung: geschichtlich, künstlerisch - Schutzumfang: gesamtes Objekt - Denkmaltyp: Gründenkmal | weitere Fotos \| Fotos hochladen |
| 760 Wikidata   | Schloss Glücksburg (54° 50′ 2″ N, 9° 32′ 30″ O)  | Schlossteich mit Ufer             | Alteintragung (Aktualisierung vorgesehen) - Begründung: geschichtlich, künstlerisch - Schutzumfang: gesamtes Objekt - Denkmaltyp: Gründenkmal | Fotos hochladen                  |
| 28219 Wikidata | Schloss Glücksburg (54° 49′ 54″ N, 9° 32′ 42″ O) | Schwaneninsel                     | Alteintragung (Aktualisierung vorgesehen) - Begründung: geschichtlich, wissenschaftlich, künstlerisch, Kulturlandschaft prägend - Schutzumfang: gesamtes Objekt - Denkmaltyp: Gründenkmal                                                                                 | weitere Fotos \| Fotos hochladen |
| 39645 Wikidata | Schloss Glücksburg (54° 50′ 1″ N, 9° 32′ 38″ O)  | Uferbereich des Schlossteichs     | Alteintragung (Aktualisierung vorgesehen) - Begründung: geschichtlich, Kulturlandschaft prägend - Schutzumfang: gesamtes Objekt - Denkmaltyp: Gründenkmal | Fotos hochladen                  |
| 11286 Wikidata | Schwennaustraße 46 (54° 50′ 44″ N, 9° 32′ 25″ O) | Restfläche eines Landschaftsparks | Überrest des Landschaftsparks bei der Turmruine Erlkron. Alteintragung (Aktualisierung vorgesehen) - Begründung: geschichtlich, künstlerisch, Kulturlandschaft prägend - Schutzumfang: Restfläche eines Landschaftsparks, Teich - Denkmaltyp: Gründenkmal                 | Fotos hochladen                  |

## Quelle
- Liste der Kulturdenkmale in Schleswig-Holstein – Kreis Schleswig-Flensburg

- Karte mit allen Koordinaten:
- OSM |
- WikiMap

Ahneby |
Alt Bennebek |
Arnis |
Ausacker |
Bergenhusen |
Böel |
Böklund |
Bollingstedt |
Boren |
Borgwedel |
Börm |
Böxlund |
Brodersby-Goltoft |
Busdorf |
Dannewerk |
Dollerup |
Dörpstedt |
Eggebek |
Ellingstedt |
Erfde |
Esgrus |
Fahrdorf |
Freienwill |
Gelting |
Geltorf |
Glücksburg (Ostsee) |
Grödersby |
Groß Rheide |
Großenwiehe |
Großsolt |
Grundhof |
Handewitt |
Harrislee |
Hasselberg |
Havetoft |
Hollingstedt |
Holt |
Hörup |
Hürup |
Husby |
Hüsby |
Idstedt |
Jagel |
Janneby |
Jardelund |
Jerrishoe |
Jörl |
Jübek |
Kappeln |
Klappholz |
Klein Bennebek |
Klein Rheide |
Kronsgaard |
Kropp |
Langballig |
Langstedt |
Lindewitt |
Loit |
Lottorf |
Lürschau |
Maasholm |
Medelby |
Meggerdorf |
Meyn |
Mittelangeln |
Mohrkirch |
Munkbrarup |
Neuberend |
Nieby |
Niesgrau |
Norderbrarup |
Nordhackstedt |
Nottfeld |
Nübel |
Oersberg |
Oeversee |
Osterby |
Pommerby |
Rabel |
Rabenholz |
Rabenkirchen-Faulück |
Ringsberg |
Rügge |
Saustrup |
Schaalby |
Schafflund |
Scheggerott |
Schleswig |
Schnarup-Thumby |
Schuby |
Selk |
Sieverstedt |
Silberstedt |
Sollerup |
Sörup |
Stangheck |
Stapel |
Steinberg |
Steinbergkirche |
Steinfeld |
Sterup |
Stolk |
Stoltebüll |
Struxdorf |
Süderbrarup |
Süderfahrenstedt |
Süderhackstedt |
Taarstedt |
Tarp |
Tetenhusen |
Tielen |
Tolk |
Treia |
Twedt |
Uelsby |
Ulsnis |
Wagersrott |
Wallsbüll |
Wanderup |
Wees |
Weesby |
Westerholz |
Wohlde